# Báró Kemény Zsigmond összes művei
A Báró Kemény Zsigmond összes művei című, szépirodalmi könyvsorozatot 1897–1898-ban adták ki igényes nyomdai kivitelben. A sorozat a következő köteteket tartalmazta:
- I. és II. köt. Gyulai Pál. Regény öt részben. (XXIII és 430, 324 l.) 1897.
- III. kötet. Férj és nő. Regény két részben. (296 l.) 1897. 4 K, vászonba kötve
- IV. és V. köt. Beszélyek és regénytöredékek. 2 kötet. (328, 380 l.) 1897.
- VI. kötet. Özvegy és leánya. Regény három részben. (364 l.) 1897.
- VII. köt. A rajongók. Regény négy részben. (503 l.) 1897.
- VIII. köt. Zord idő. Regény három részben. (472 l.) 1897.
- IX. kötet. Történelmi és irodalmi tanulmányok. I. A mohácsi veszedelem okairól. – Emlékirat 1849-ből. – Gróf Széchenyi István. (343 l.) 1907. Vászonba Kötve.
- X. kötet.U. a. II. A két Wesselényi Miklós. – Erdély közélete. – Eszmék a regény és dráma körül. – Élet és irodalom. – Arany Toldi-ja. (354 l.) 1907. Vászonba Kötve.
- XI. kötet. U. a. III. Színművészetünk ügyében. – Szalay »Magyarország története« című munkájáról. – Macaulay, »Anglia története« című munkájáról. – Idősb Szász Károly. – Vörösmarty Mihály. – Classicismus és romanticismus. – Elnöki beszédek. (216 l.) 1907. Vászonba Kötve.
- XII. kötet. Forradalom után.Még egy szó a forradalom után. (398 l.) 1908.